# Rapa rapa
Rapa rapa (nomeada, em inglêsː rapa snail, papery rapa ou bubble turnip; significando, respectivamente: "caramujo-nabo", "nabo papiráceo" ou "nabo bolha"; com a palavra rapa = nabo, provinda do latim) é uma espécie de molusco gastrópode marinho e costeiro, pertencente à família Muricidae e subfamília Coralliophilinae, na subclasse Caenogastropoda e ordem Neogastropoda. Foi classificada por Carolus Linnaeus, em 1758; descrita como Murex rapa, em sua obra Systema Naturae.

## Descrição da concha
Sua concha é fina e bulbosa, muito leve e frágil, tendo, no máximo, 10.5 centímetros de comprimento; com espiral baixa, quase achatada, e seu ápice levantado; apresentando um canal sifonal destacado em seu lado oposto. Possui superfície fortemente estriada (de grosseiros anéis espirais) e inchada. Sua abertura é dotada de lábio externo fino, com escultura interna que acompanha o seu relevo externo, e com coloração interna branca; apresentando um opérculo córneo e castanho, um pouco menor que a dimensão total de sua abertura. Sua columela é levemente curva e lisa, sem pregas; com a metade inferior amplamente expandida e formando uma placa bastante fina e separada da sua volta corporal. Sua coloração vai de tons de creme a amarelados.

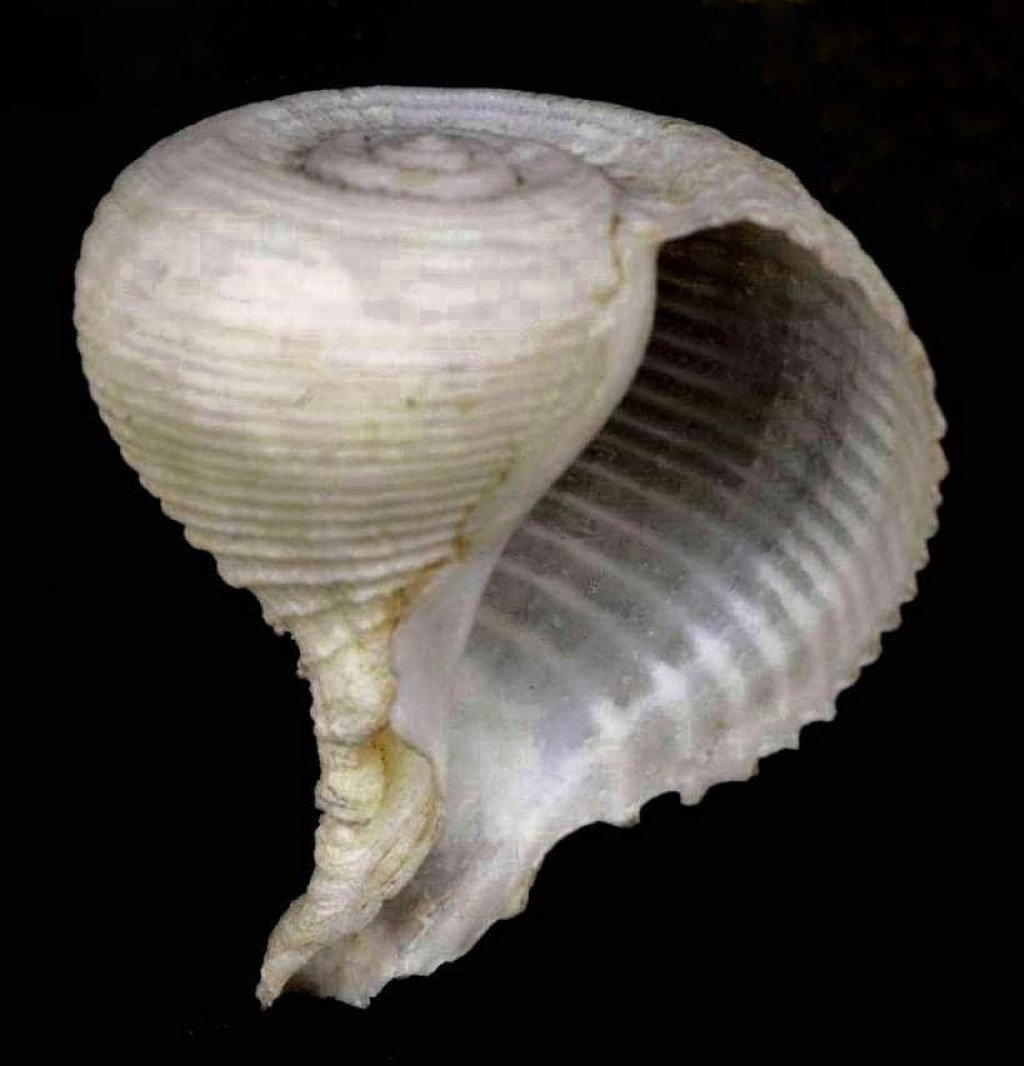
Vista inferior de uma concha de R. rapa; espécime pertencente à coleção do Museu de História Natural de Leiden, Países Baixos.

## Descrição do animal
O pé do animal é curto e atarracado. A sua cabeça, sem rádula, além dos dois tentáculos habituais, com os olhos na sua base, apresenta uma longa probóscide.

## Habitat e distribuição geográfica
Rapa rapa habita águas rasas da zona nerítica, em regiões tropicais do Indo-Pacífico; indo desde KwaZulu-Natal à Tanzânia, na África Oriental, até o norte da Austrália e Nova Caledônia, incluindo Filipinas e Mar da China Meridional. Seus indivíduos vivem parcialmente escondidos entre colônias de Octocorallia.